# Nya vårdhemmet

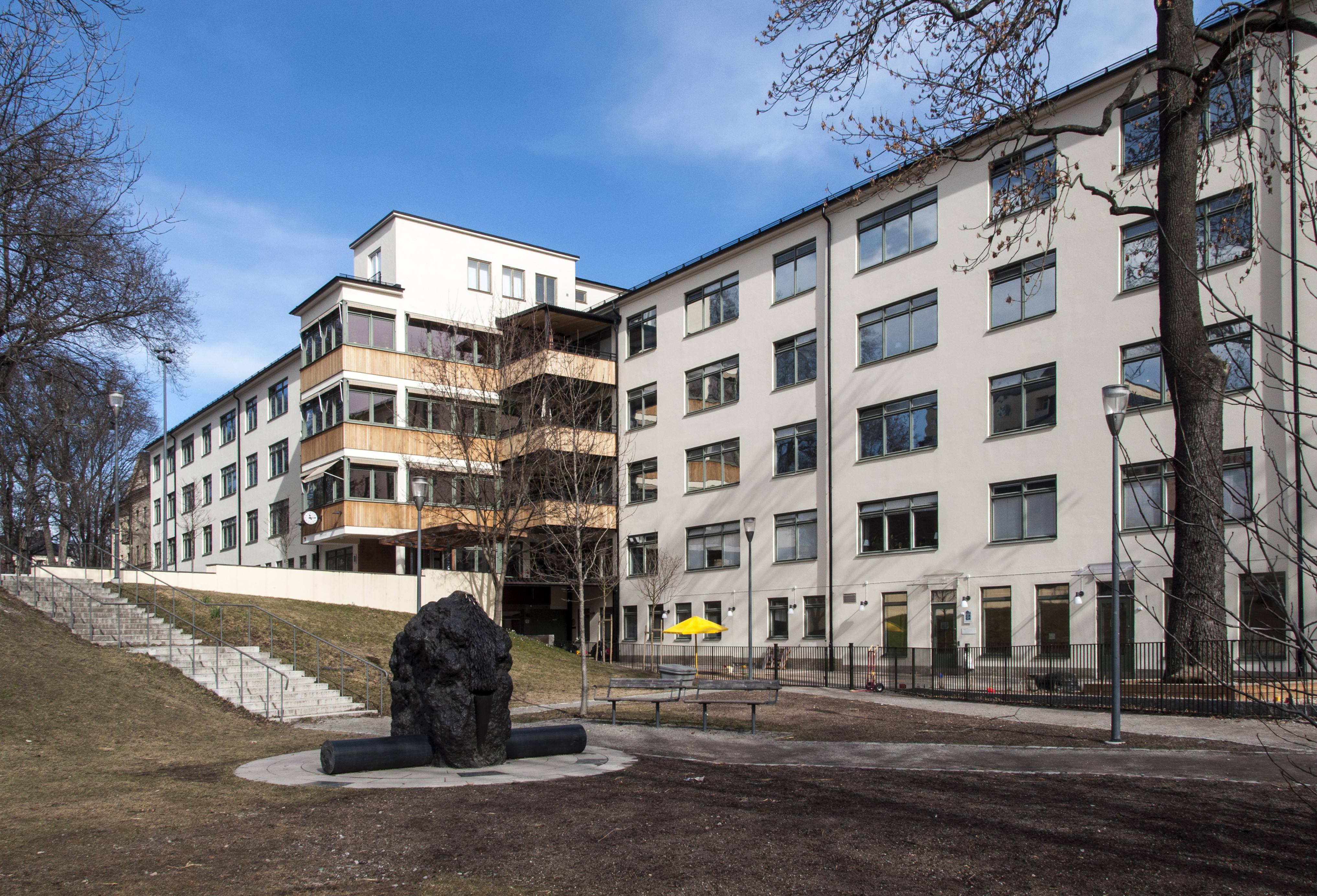
Nya vårdhemmet / Klockhuset, fasad mot väster, 2014.

Nya vårdhemmet (även kallat Klockhuset) är en vårdbyggnad vid Eastmansvägen 29 på Sabbatsbergsområdet i stadsdelen Vasastaden i Stockholm. Fastigheten Hälsobrunnen 2 är gulmärkt av Stadsmuseet i Stockholm vilket innebär att bebyggelsen har ”positiv betydelse för stadsbilden och/eller har ett visst kulturhistoriskt värde”.

## Nya vårdhemmet / Klockhuset

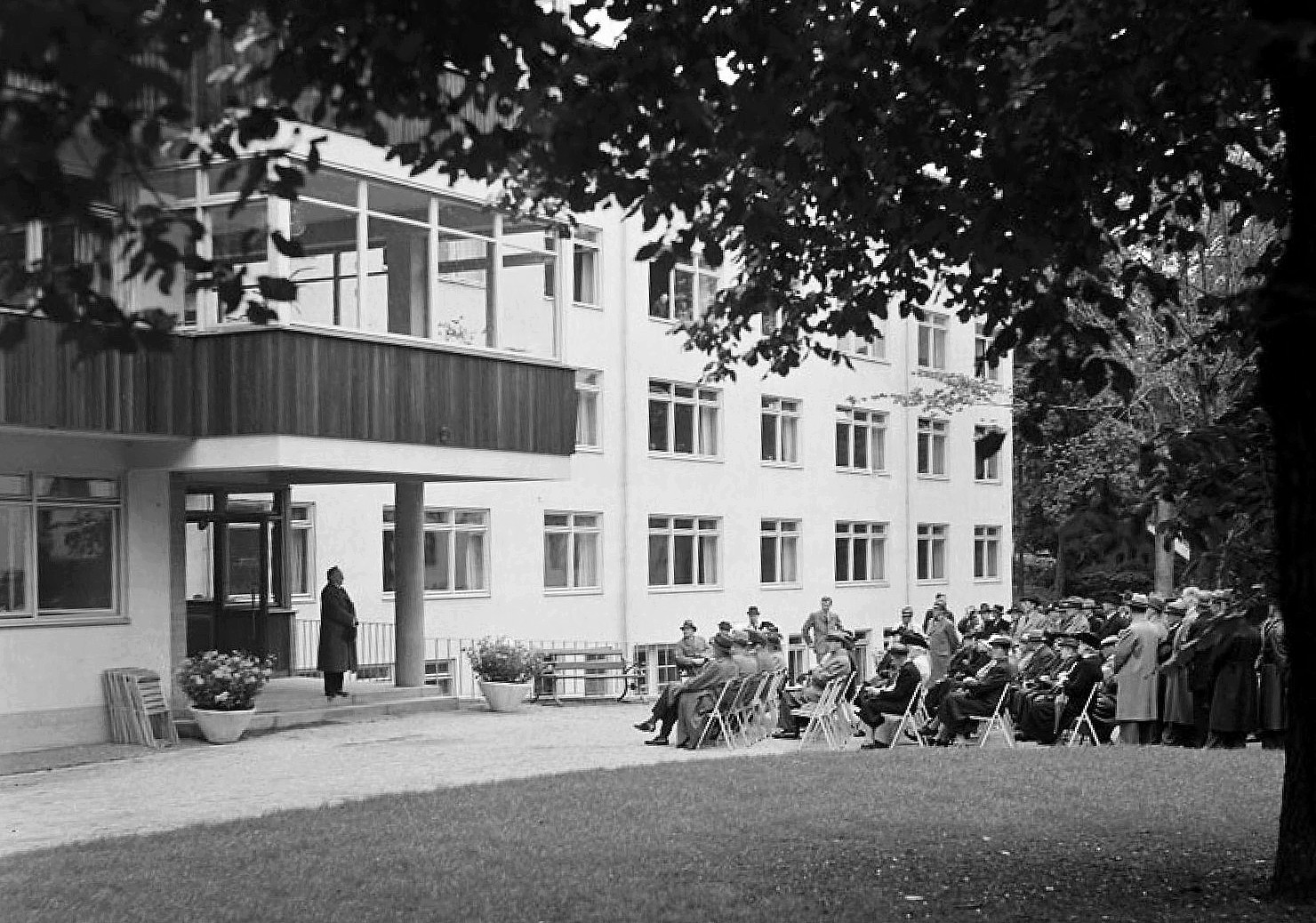
Invigningsceremonin 19 september 1942.

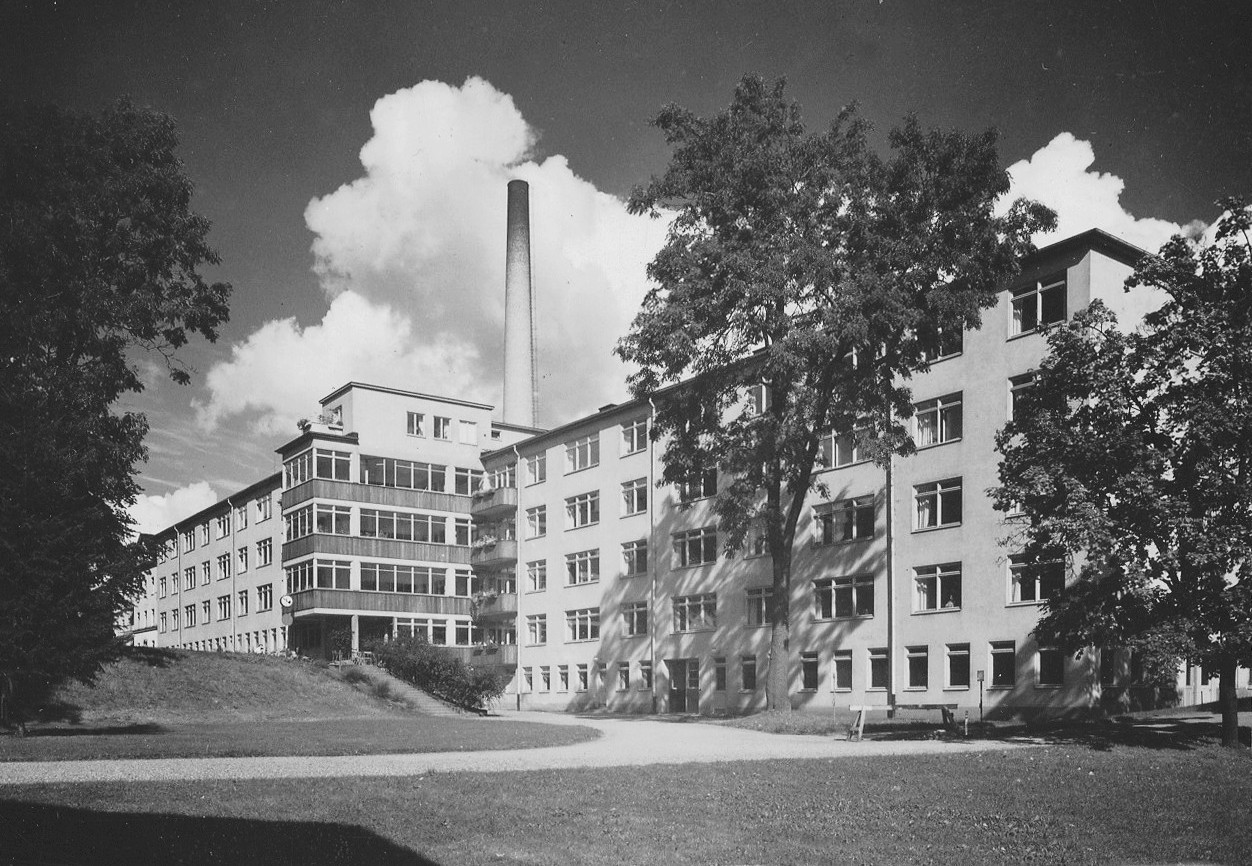
Nya vårdhemmet, Sabbatsberg, 1952.

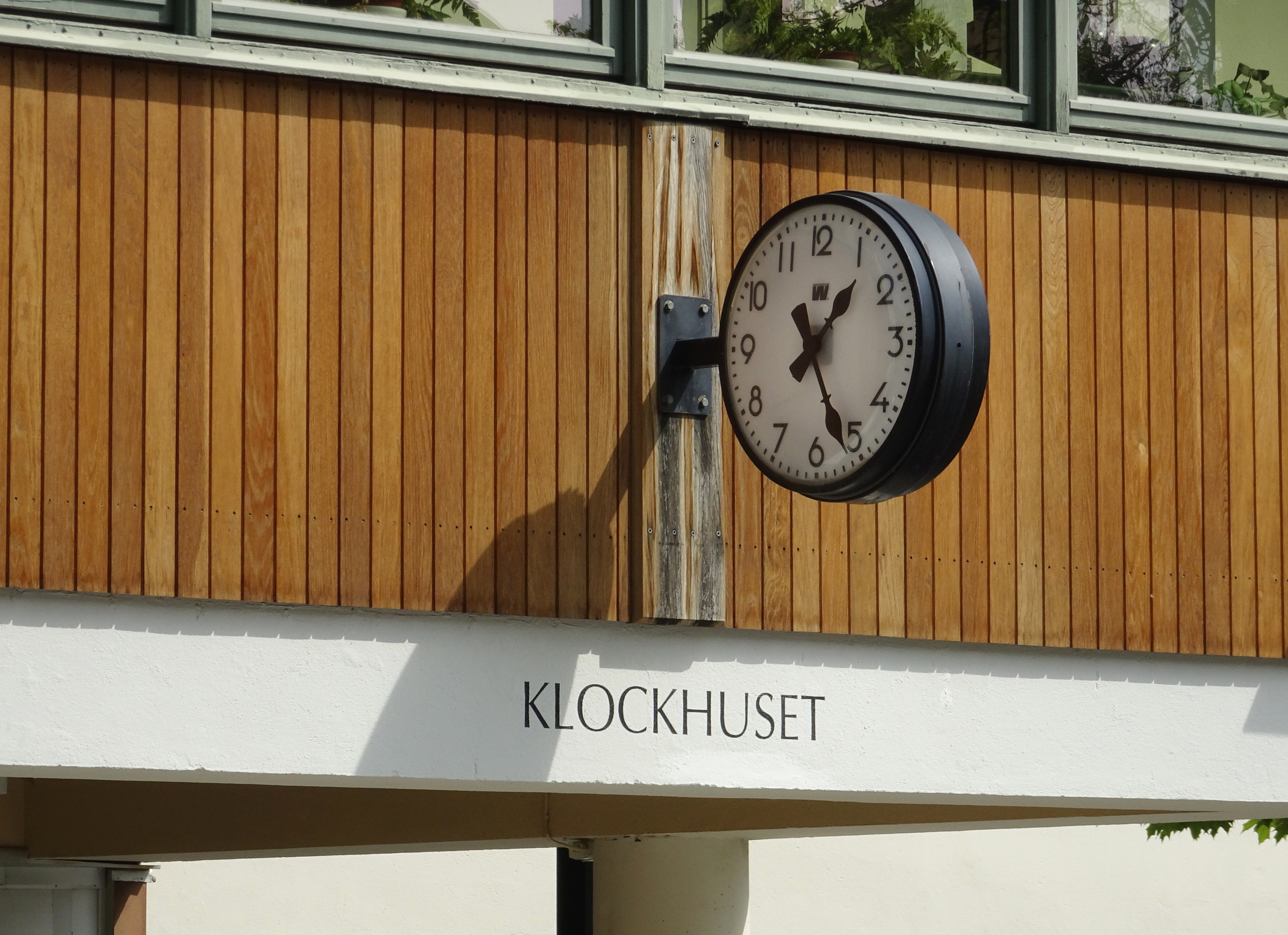
Klockhusets klocka, maj 2019.

På Sabbatsbergsområdets västra del har sedan 1751 funnits Stockholms fattigvård och åldringsboende. På Sabbatsbergs östra del uppfördes 1884 Sabbatsbergs sjukhus. Några av sjukhusets byggnader revs sedan dess och andra har tillkommit. Nya vårdhemmet började byggas 1940 på en del av sjukhusets tidigare mark.  Beställare var Sabbatsbergs Vård- och Ålderdomshem som gav husbyggnadsavdelningen vid Stockholms stads fastighetskontor i uppdrag att projektera det nya vårdhemmet. Deras arkitekt Nils Sterner stod för utformningen tillsammans med Tore Virke. Anläggningen invigdes den 19 september 1942.
Nya vårdhemmets byggnad är en cirka 90 meter lång huskropp som på mitten delas i två volymer vilka är inbördes förskjutna mot varandra i sidled. Där ligger huvudtrappa, hiss samt balkonger och solverandor med ett framspringande fasadparti. Mot gårdssidan är deras bröstningar klädda med teakpanel, som sätter en accent och utgör fasadernas enda utsmyckning. Här finns även ett stort ur som gav byggnaden sitt alternativa namn, Klockhuset. 
Våningarna ett till tre har identiska planlösningar med en central anordnad korridor varifrån man når sovsalar av olika storlek, isoleringsrum, behandlingsrum, förråd, toaletter och bad. I bottenvåningen låg läkarstation, laboratorium, apotek, behandlingsrum och liknande. För att underlätta de interna kommunikationsvägarna sammankopplades Klockhuset 1946 via en förbindelsegång i andra våningen med intilliggande Johanneshuset (fastigheten Hälsobrunnen 1).
Strax väster om Klockhuset ritade arkitekterna Nils Sterner och Tore Virke ytterligare en vårdbyggnad, som kallas idag Dalahöjdens äldreboende. Det stod färdig 1950 och var då Stockholms modernaste äldreboende med bland annat ett antal pensionärslägenheter för gifta par. I parken nedanför Klockhuset finns skulpturen Den andre av Lone Larsen, rest 2011.

## Verksamhet
Tillsammans med fastigheten Hälsobrunnen 1 hör byggnaden i Hälsobrunnen 2 till den så kallade Sabbatsbergsbyn. Fram till 1995 bedrevs här omvårdnadsverksamhet av Stockholms läns landsting. Sedan tog Stockholms stads fastighetskontor över byggnaden och 2004 överfördes den till kommunägda Micasa Fastigheter som har hand om stadens vårdbyggnader. 
I byggnaderna på Hälsobrunnen 1 och 2 inryms Sabbatsbergsbyns vård- och omsorgsboende som drivs idag (2018) av det privata vårdbolaget Attendo under namnet Attendo Sabbatsbergsbyn. Sabbatsbergsbyn riktar sig till personer med demenssjukdom eller som av fysiska skäl är i behov av heldygnsomsorg (somatisk omsorg). Sabbatsbergsbyn har 106 lägenheter fördelade på tre byggnader, Adolf Fredrikshuset, Johanneshuset och Klockhuset. 90 lägenheter disponeras av personer med demens och 16 lägenheter bebos av personer med somatiska problem. Sabbatsbergsbyn har cirka 110 helårsanställningar.